# The Gathering (album)
The Gathering je osmi studijski album američkog thrash metal sastava Testament. Diskografska kuća Spitfire Records objavila ga je 8. lipnja 1999., kojoj je to bio prvi objavljeni uradak skupine. Posljednji je album s novim pjesmama skupine do uratka The Formation of Damnation iz 2008., kao i prvi na kojem je bas-gitaru svirao Steve DiGiorgio, a bubnjeve Dave Lombardo.
Nakon albuma Demonic, na kojem su bili prisutni snažni utjecaji death metala, grupa se na The Gatheringu ponovno okrenula melodičnijem stilu thrash metala, premda se pjevač Chuck Billy na određenim mjestima i dalje služio vokalnim stilom tipičnim za death metal.

## Pozadina
Bubnjar Gene Hoglan, koji je radio na albumu Demonic, napustio je skupinu prije početka južnoameričke turneje kojom se trebao podržati taj album. Gitarist Eric Peterson u sastav je pozvao bubnjara Davea Lombarda "nakon što je popio nekoliko piva". Iako nije imao vremena za nadolazeće koncerte, pristao je snimiti pjesme za The Gathering nakon nekoliko zajedničkih svirki tijekom kojih su i napisane pjesme za taj uradak. Peterson je bio glavni autor glazbe tih skladbi. Gitarist James Murphy nije mogao sudjelovati u pisanju pjesama jer se posvetio radu na Feeding the Machineu, svojem drugom samostalnom albumu. Prethodnog basista Derricka Ramireza na albumu je zamijenio Steve DiGiorgio iz skupine Sadus. Murphy je pripomogao skupini svojom opremom za snimanje, zbog čega je provela šest tjedana u relativno jeftinom studiju. Uradak je miksao Andy Sneap, koji je prethodno radio na radovima sastava Machine Head.
Naziv albuma The Gathering (u prijevodu "Okupljanje") odnosi se na činjenicu da je Testament na njemu pomiješao osobine pjesama iz svojih različitih kreativnih perioda. Pjesma "Hammer of the Gods" također je snimljena za uradak, no na koncu se nije pojavila na regularnoj inačici, nego na inačici za japansko tržište. Kao što je bio i slučaj s prijašnjim albumom, The Gathering je objavio Burnt Offerings, vlastita diskografska kuća skupine, no tad je surađivala s USG-om; u Europi je uradak objavio izdavač Spitfire Records. Objava albuma popraćena je američkom i europskom turnejom, a na potonjoj nije sudjelovao Dave Lombardo, pa ga je zamijenio Gene Hoglan. Lombardo je ponovno sudjelovao na drugoj europskoj turneji koja se održala 2000.

## Tekstovi
Tekstovi pjesama na The Gatheringu koje je na trima pjesmama Chuck Billy napisao uz pomoć profesionalnog tekstopisca Dela Jamesa uglavnom se odnose na vlastita iskustva. "Down for Life" govori o prijateljevim problemima s drogom, "Allegiance" govori o ljudima koji su ga izdali, dok "D.N.R. (Do Not Resuscitate)" govori o Chuckovu ocu, koji je prije operacije izjavio da ne želi da ga oživljavaju; članovi obitelji svejedno su zatražili oživljavanje kad je to postalo potrebno. "Legions of the Dead", pjesma čiji je naziv sličan nazivu skladbe "C.O.T.L.O.D." ("Curse of the Legions of Dead") na albumu The Legacy, Petersonov je jedini tekstualni doprinos uratku, a govori o zombijima; nadahnuće za tekst proizašlo je iz Petersonove opčaranosti horor-tematikom.

## Ilustracije
Kao što je bio slučaj s albumima Low i Demonic, naslovnicu je izradio Dave McKean na temelju Petersonovih ideja. Žene i zmije odnose se na pjesmu "Riding the Snake". Ilustracija na poleđini koja prikazuje vulkansku erupciju nadahnuta je skladbom "3 Days in Darkness".

## Popis pjesama
| 1.    | »D.N.R. (Do Not Resuscitate)« | Eric Peterson, Chuck Billy              | 3:32 |
| 2.    | »Down for Life«               | Peterson, Billy                         | 3:23 |
| 3.    | »Eyes of Wrath«               | Peterson, Billy, Del James              | 5:27 |
| 4.    | »True Believer«               | Peterson, Derrick Ramirez, Billy, James | 3:37 |
| 5.    | »3 Days in Darkness«          | Peterson, Billy, James                  | 4:42 |
| 6.    | »Legions of the Dead«         | Peterson                                | 2:37 |
| 7.    | »Careful What You Wish For«   | Peterson, Dave Lombardo, Billy, James   | 3:31 |
| 8.    | »Riding the Snake«            | Peterson, Billy                         | 4:13 |
| 9.    | »Allegiance«                  | Peterson, Lombardo, Billy               | 2:38 |
| 10.   | »Sewn Shut Eyes«              | Peterson, Billy, James                  | 4:15 |
| 11.   | »Fall of Sipledome«           | Peterson, Billy                         | 4:48 |
| 42:43 |                               |                                         |      |

| Bonus pjesma na japanskoj inačici albuma | Bonus pjesma na japanskoj inačici albuma      | Bonus pjesma na japanskoj inačici albuma | Bonus pjesma na japanskoj inačici albuma | Bonus pjesma na japanskoj inačici albuma | Bonus pjesma na japanskoj inačici albuma | Bonus pjesma na japanskoj inačici albuma | Bonus pjesma na japanskoj inačici albuma | Bonus pjesma na japanskoj inačici albuma | Bonus pjesma na japanskoj inačici albuma |
| Br.                                      | Skladba                                       | Autor                                    | Trajanje                                 |                                          |                                          |                                          |                                          |                                          |                                          |
| ---------------------------------------- | --------------------------------------------- | ---------------------------------------- | ---------------------------------------- | ---------------------------------------- | ---------------------------------------- | ---------------------------------------- | ---------------------------------------- | ---------------------------------------- | ---------------------------------------- |
| 12.                                      | »Hammer of the Gods« (instrumentalna skladba) | Peterson                                 | 3:12                                     |                                          |                                          |                                          |                                          |                                          |                                          |
| 46:14                                    |                                               |                                          |                                          |                                          |                                          |                                          |                                          |                                          |                                          |

## Recenzije
Album je uglavnom dobio pozitivne kritike. Jason Hundey, recenzent mrežnog mjesta AllMusic, komentirao je da je uradak prikladno nazvan jer na njemu sviraju izvrsni glazbenici; dodao je da je na njemu sadržana "potpuna, usredotočena agresivnost" i da prikazuje sastav kao "potpun, dobro nauljen glazbeni stroj". Dodijelio mu je četiri i pol zvjezdice od njih pet.
U časopisu Rock Hard Frank Albrecht uradak je nazvao "pravim postignućem" i "općenito vrlo uspješnim paketom thrash metala". Komentirao je da se grupa nije isključivo oslanjala na "staru školu", ali da se nije ni posve samo posvetila "duhu vremena". Dodijelio mu je devet od deset bodova. Na mrežnom mjestu whiskey-soda.de recenzent je izjavio da je uradak "jedan od triju najboljih... koje je skupina objavila od 1987.".

## Zasluge
| Testament - Chuck Billy – vokali, produkcija - Eric Peterson – gitara, produkcija, tonska obrada - James Murphy – gitara, tonska obrada - Steve DiGiorgio – bas-gitara - Dave Lombardo – bubnjevi | Ostalo osoblje - Andy Sneap – miksanje, dodatna tonska obrada, masteriranje - Vincent Wojno – tonska obrada - Kent Matcke – dodatna tonska obrada - Dave McKean – dizajn, ilustracije, fotografije - Steve Jennings – fotografija (sastava) - Phil Arnold – izvršni producent |